# Фузер, Диего
Дие́го Фузе́р (итал. Diego Fuser; род. 11 ноября 1968, Венария-Реале, Пьемонт) — итальянский футболист, полузащитник. Участник чемпионата Европы 1996 в составе сборной Италии.

## Карьера
Фузер начал свою профессиональную карьеру в «Торино» в 1986 году. Он сыграл 49 игр, а потом выиграл Лигу чемпионов в «Милане».
Фузер также играл в «Фиорентине», а потом перешёл в «Лацио» в 1992 году. За этот клуб он провёл 188 матчей и забил 35 голов. С «Пармой» он выиграл Кубок УЕФА и Кубок Италии.
Фузер перешёл в «Рому» летом 2001 года, где он сыграл только 15 матчей за два сезона. В сезоне 2003/2004 он играл за «Торино».
В 2004 году он подписал контракт с «Канелли». С 3 октября 2012 года играет за любительский клуб из Пьемонта.
За сборную провёл 25 игр и забил три гола.

## Личная жизнь
Проживает в Костильоле-д’Асти. Занимается организацией гонок, владеет гоночным треком в Кастельнуово-Кальчеа. Женат на Ориетте Небиоло. Дочь Виттория занимается конным спортом. Сын Диего, Маттео, скончался в 2011 году возрасте 15 в результате продолжительной болезни.